# Mary Carr
Mary Carr, all'anagrafe Mary Kennevan (Germantown, 14 marzo 1874 – Woodland Hills, 24 giugno 1973), è stata un'attrice statunitense.

## Biografia
Mary Carr, nata Mary Kennevan, figlia di Thomas J Kennevan (1848-1930) e Sara Curran-Lawler (1856-1901), debuttò sulle scene nel 1890. Nel 1893 sposò l'attore teatrale e cinematografico William Carr (1866-1937), da cui ebbe sei figli: Louella Carr, John Carr, Stephen Carr, Thomas Carr, Rosemary Carr e Maybeth Carr, tutti avviati alla carriera di attori bambini.
Mary Carr esordì sullo schermo nel 1916 in The City of Failing Light. Da allora rivestì quasi sempre ruoli di madri o di nonne. Fra i numerosi film che interpretò nella sua lunghissima carriera vanno ricordati Mrs. Wiggs of the Cabbage Patch (1919), Over the Hill to the Poorhouse (1920), Il mago di Oz (1925).
È conosciuta in particolare per aver affiancato Stan Laurel e Oliver Hardy nel cortometraggio Andiamo a lavorare (1931), di James W. Horne, dove interpretava l'anziana e gentile signora che offre loro del cibo. Apparve inoltre ne Il compagno B (1932) di George Marshall. La sua ultima interpretazione fu in La legge del Signore (1956).
Le fu anche proposto in seguito di interpretare la parte di Maude (poi assegnata a Ruth Gordon), nel film Harold e Maude (1971) di Hal Ashby, e quello di Julia Rainbird (poi andato a Cathleen Nesbitt) in Complotto di famiglia (1976) di Alfred Hitchcock, ma non se la sentì di tentare a quell'età un ritorno sulle scene.
Morì all'età di 99 anni il 24 giugno 1973 e venne sepolta nel cimitero del Calvario a Los Angeles. Nella sua carriera apparve in oltre 140 film, passando senza alcun problema dal muto e sonoro, rimanendo sulla breccia dai primi anni del novecento sino all'inizio degli anni sessanta.
Ormai completamente dimenticata, Mary Carr fu uno dei più grandi volti del cinema muto statunitense. Come altre sue colleghe, interpretò numerosi film ormai persi negli archivi di Hollywood. Per la sua grandezza e importanza d'attrice, fu affettuosamente e nostalgicamente soprannominata in seguito "la mamma di tutti i film".

## Filmografia parziale
- The Mirror, regia di Joseph Kaufman (1915)
- Blaming the Duck, or Ducking the Blame
- The City of Failing Light, regia di George W. Terwilliger (1916)
- Souls in Bondage, regia di Edgar Lewis (1916)
- Her Bleeding Heart
- The Flames of Johannis
- Love's Toll
- The Light at Dusk, regia di Edgar Lewis (1916)
- The Barrier, regia di Edgar Lewis (1917)
- The Sign Invisible
- My Own United States, regia di John W. Noble (1918)
- To the Highest Bidder, regia di Tom Terriss (1918)
- The Birth of a Race, regia di John W. Noble (1918)
- The Beloved Rogue
- The Lion and the Mouse, regia di Tom Terriss (1919)
- Mrs. Wiggs of the Cabbage Patch, regia di Hugh Ford (1919)
- Calibre 38
- The Spark Divine  di Tom Terriss (1919)
- Mamma (Over the Hill to the Poorhouse), regia di Harry F. Millarde (1920)
- Thunderclap, regia di Richard Stanton (1921)
- Ali d'argento (Silver Wings), regia di Edwin Carewe e John Ford (1922)
- The Custard Cup
- You Are Guilty
- Loyal Lives
- The Daring Years
- On the Banks of the Wabash
- Broadway Broke
- Three O'Clock in the Morning
- Roulette
- Painted People
- Damaged Hearts
- Why Men Leave Home, regia di John M. Stahl (1924)
- Tre donne  (Three Women), regia di Ernst Lubitsch (1924)
- Venduta (For Sale), regia di George Archainbaud (1924)
- The Mine with the Iron Door, regia di Sam Wood (1924)
- The Night Ship, regia di Henry McCarty (1925)
- The Re-Creation of Brian Kent, regia di Sam Wood (1925)
- Go Straight, regia di Frank O'Connor (1925)
- Schiava della moda (A Slave of Fashion), regia di Hobart Henley (1925)
- His Master's Voice, regia di Renaud Hoffman (1925)
- The King of the Turf, regia di James P. Hogan (1926)
- The Midnight Message, regia di Paul Hurst  (1926)
- Preferite il primo amore (Blonde or Brunette), regia di Richard Rosson (1927)
- Il postino (Special Delivery), regia di Roscoe 'Fatty' Arbuckle (1927)
- Kept Husbands, regia di Lloyd Bacon (1931)
- Andiamo a lavorare - (1931)
- Il compagno B - (1932)
- The Moonshiner's Daughter, regia di Albert Ray (1933)
- La legge del Signore (Friendly Persuasion), regia di William Wyler (1956)